# Ígor Grebenschikov
Ígor Sergeevich Grebenshchiko (o Igor Sergeevich Grebenščikov) (translitera del cirílico: Игорь Сергеевич Гребенщиков) ( 1912 - 1986 ) fue un botánico ruso.
- La abreviatura «Greb.» se emplea para indicar a Ígor Grebenschikov como autoridad en la descripción y clasificación científica de los vegetales.[2]